# Marthana aurata
Marthana aurata is een hooiwagen uit de familie Sclerosomatidae.